# Psilaster
Genre
Psilaster  est un genre d'étoile de mer de la famille des Astropectinidae.

## Taxinomie
Selon World Register of Marine Species (29 janvier 2015) :
- Psilaster acuminatus Sladen, 1889

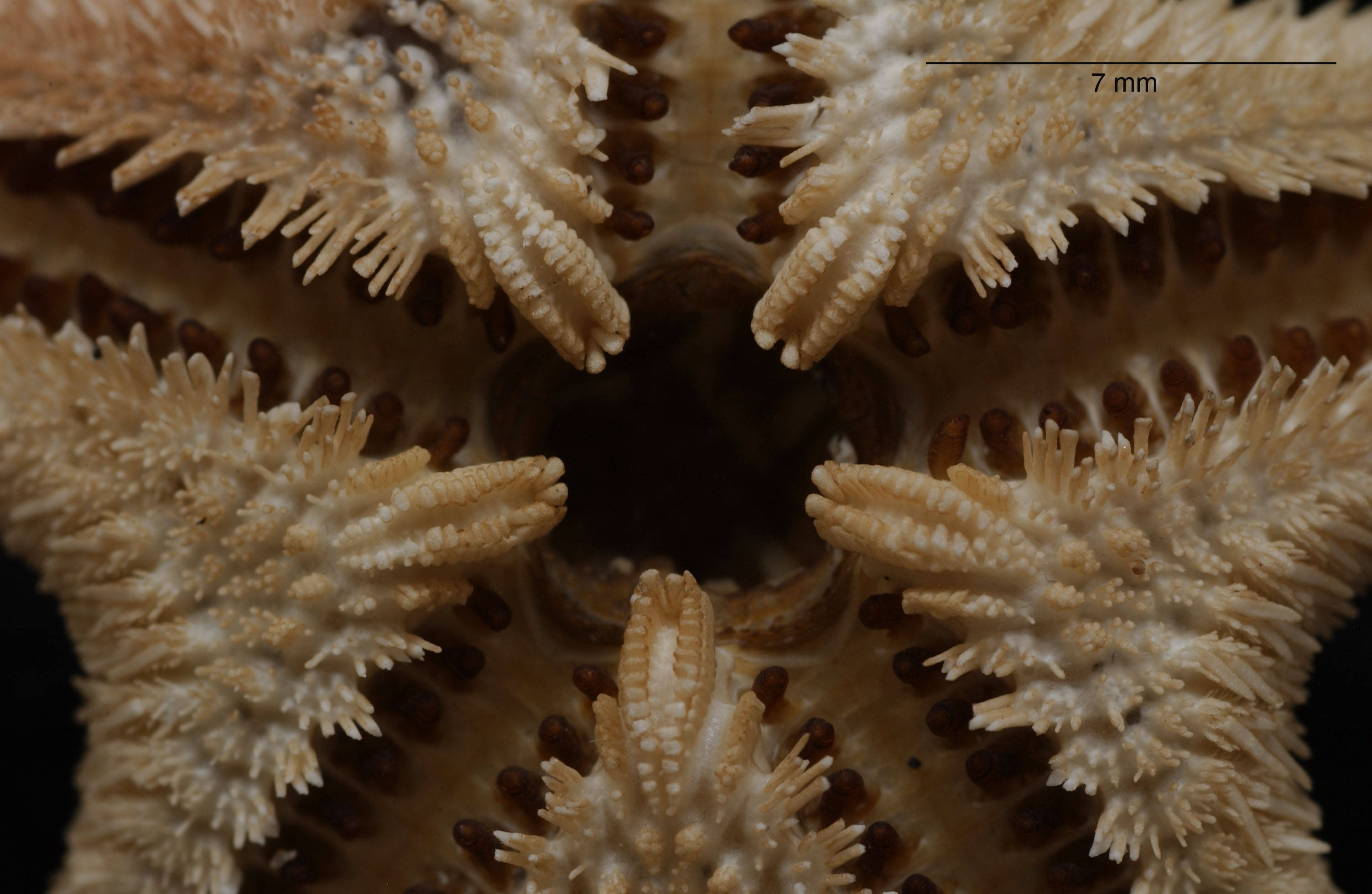
Détail de la bouche d'une Psilaster charcoti

- Psilaster agassizi (Koehler, 1909)
- Psilaster andromeda (Müller & Troschel, 1842)
- Psilaster armatus Ludwig, 1905
- Psilaster attenuatus Fisher, 1906
- Psilaster cassiope Sladen, 1889
- Psilaster charcoti (Koehler, 1906)
- Psilaster gotoi Fisher, 1913
- Psilaster herwigi (Bernasconi, 1972)
- Psilaster pectinatus (Fisher, 1905)
- Psilaster robustus Fisher, 1913
- Psilaster sladeni Ludwig, 1905

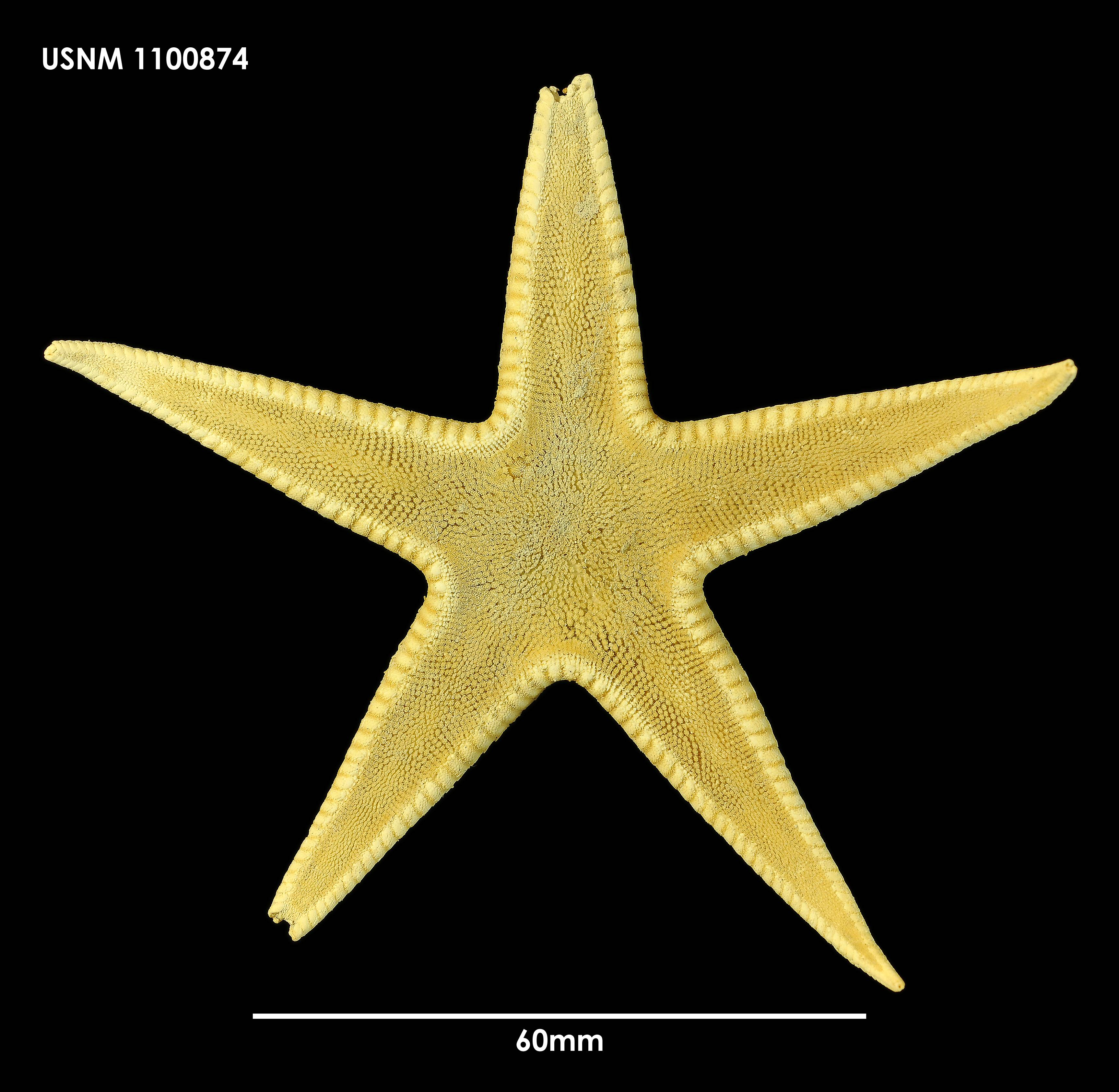
Psilaster acuminatus (USNM)
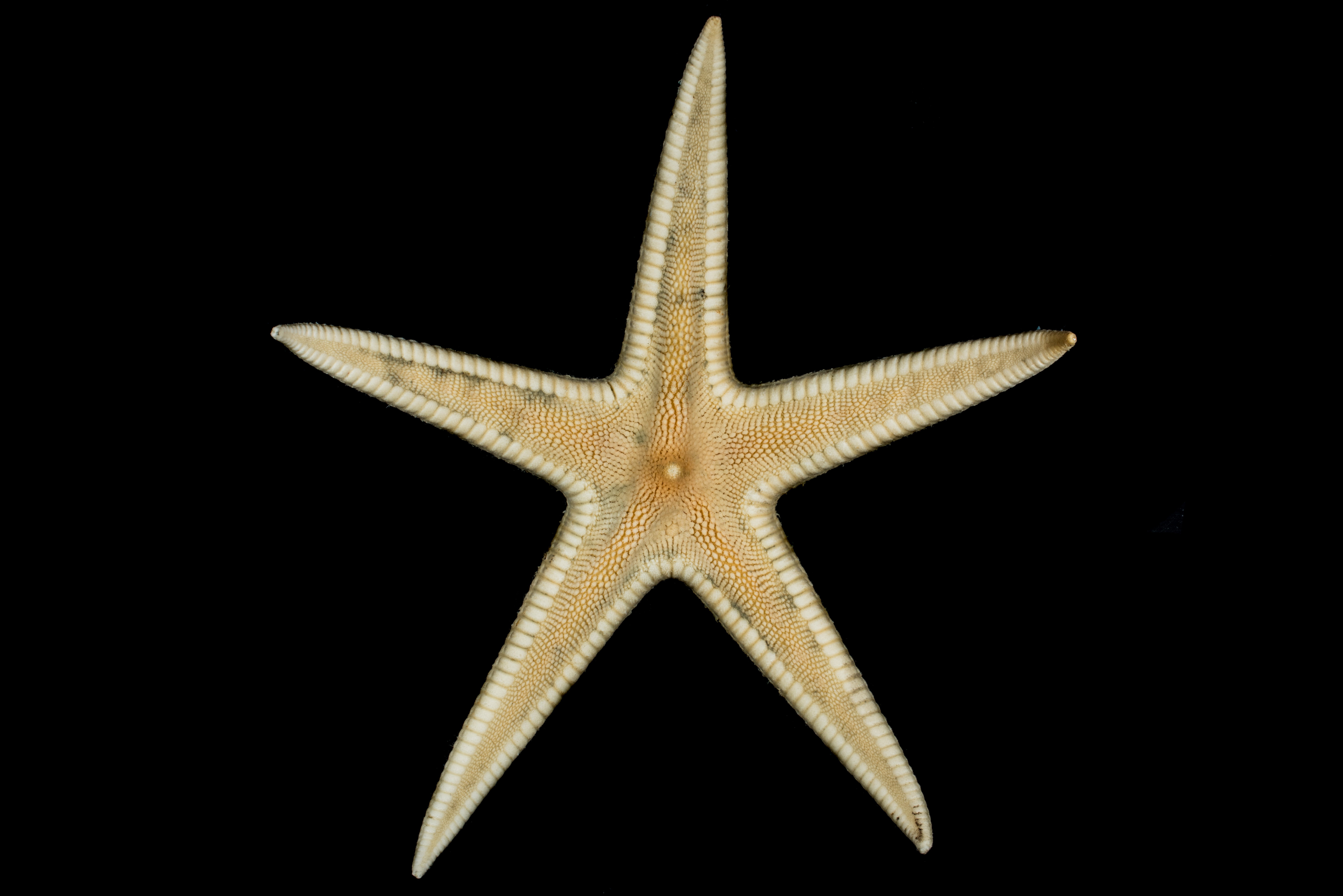
Psilaster andromeda
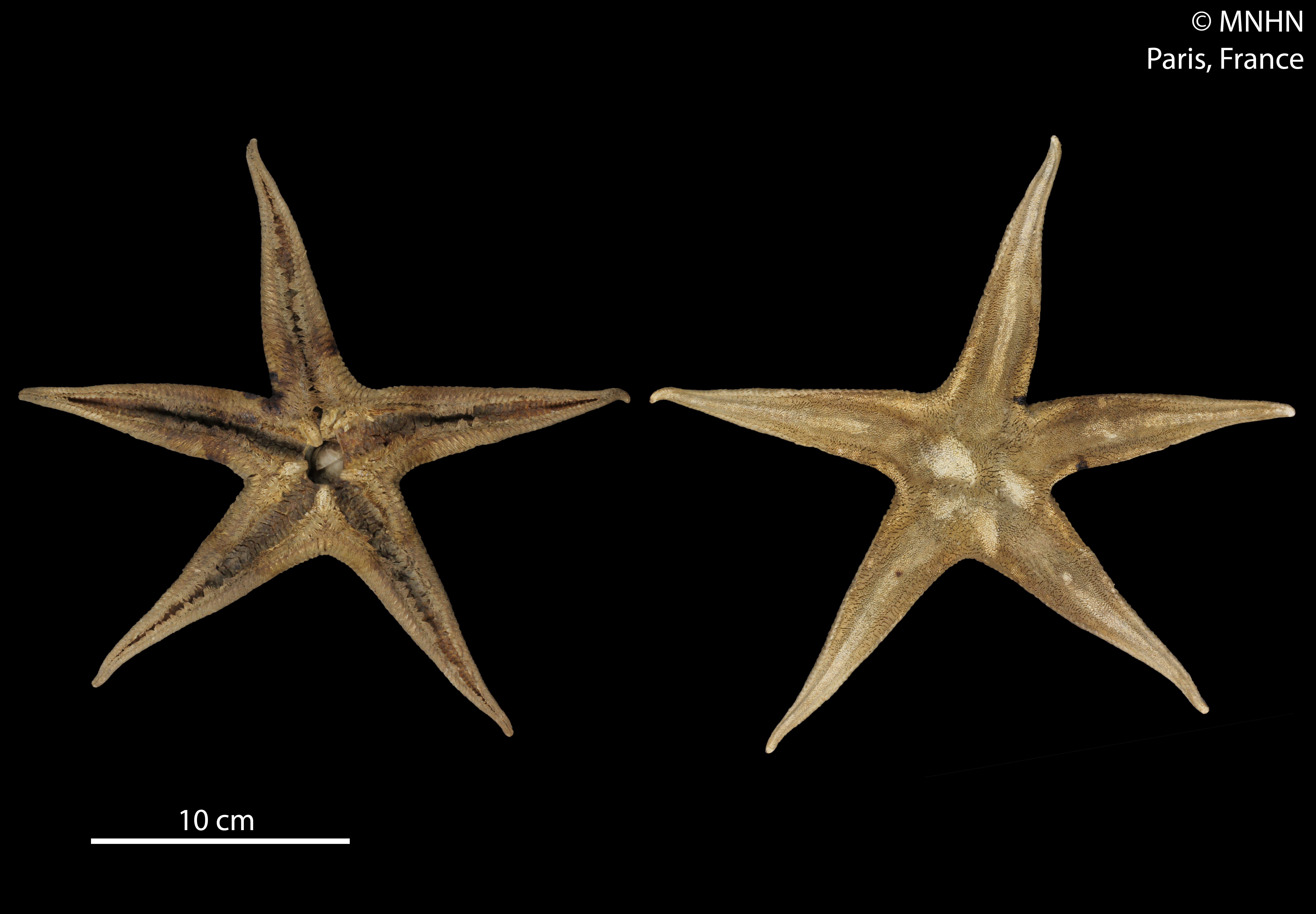
Psilaster charcoti (MNHN)
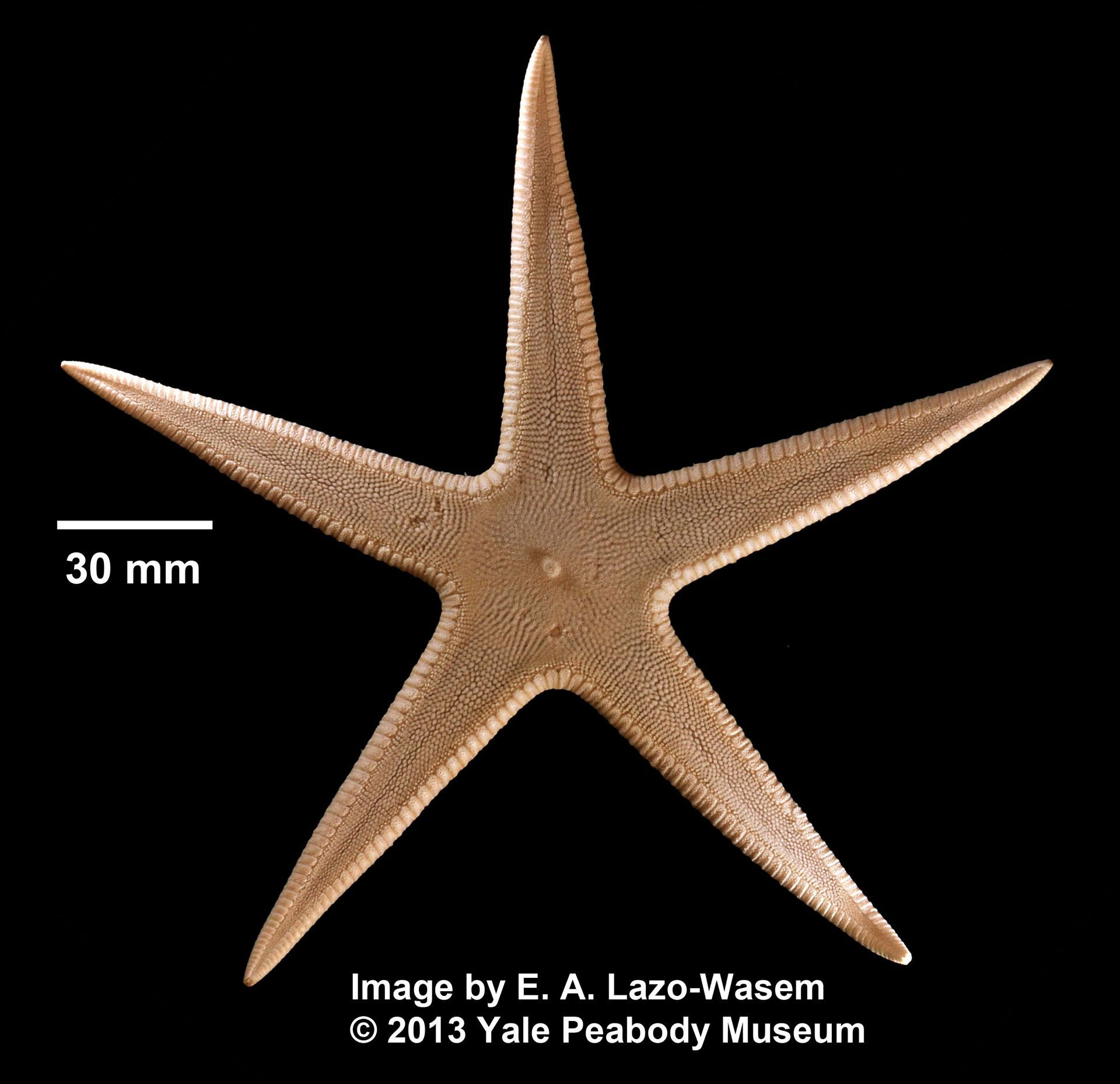
Psilaster florae
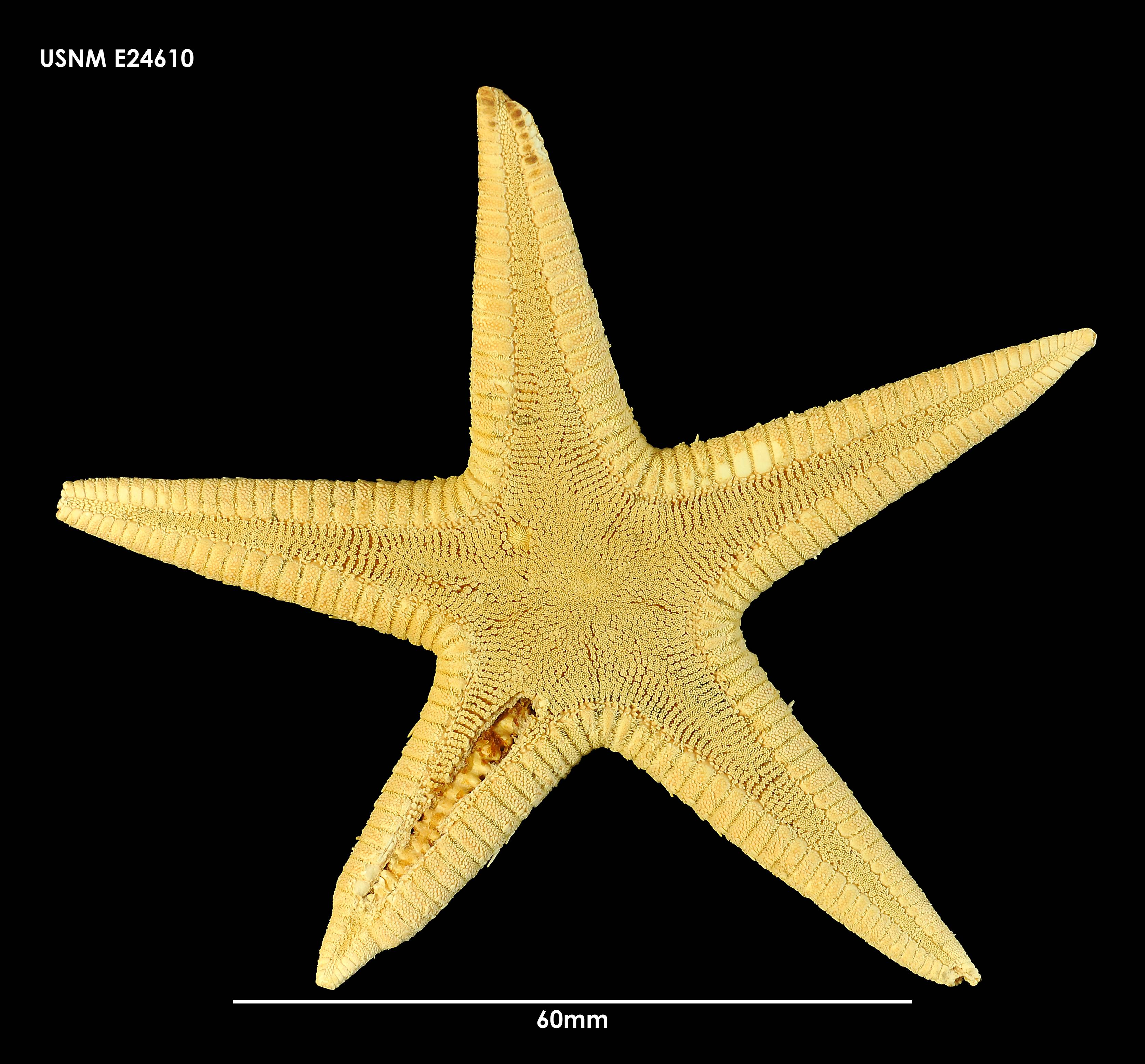
Psilaster herwigi (USNM)